# Gilet réfrigérant
 (juillet 2019).
Si vous disposez d'ouvrages ou d'articles de référence ou si vous connaissez des sites web de qualité traitant du thème abordé ici, merci de compléter l'article en donnant les références utiles à sa vérifiabilité et en les liant à la section « Notes et références ».
Un gilet réfrigérant (en anglais : cooling vest) est destiné à rafraîchir la température corporelle. Il est particulièrement utile en période de canicule, ou dans les pays chauds. C'est le moyen le plus pratique à utiliser en extérieur, où il est utile à pouvoir prolonger des activités physiques intenses par des températures élevées tout en conservant un rendement élevé (sport, travaux du bâtiment : pour ces raisons, ces gilets sont déjà distribués par des équipementiers des travaux du bâtiment, et devraient l'être[style à revoir] dans les magasins de sport). Il peut participer à la sécurité de personnes fragiles comme, en particulier, les personnes âgées. Il est également utile pour des activités comme la moto par temps chaud, où les voyageurs sont soumis à de forts échanges thermiques par convection s'ils roulent à vitesse élevée. Il existe également des gilets adaptés à des activités ayant toujours lieu en ambiance thermique élevée (fonderie, forge, pompiers...). En intérieur, si le ventilateur ne peut plus rafraichir le corps humain lorsque la température ambiante atteint 37 °C, mais au contraire le réchauffer, le gilet réfrigérant fonctionne encore parfaitement pour le rafraichissement.
Selon le principe utilisé et l'activité, d'autres vêtements que les gilets réfrigérants sont aussi fabriqués (serviettes, casquettes, bandanas, etc.).

## Techniques utilisées

### Évaporation d'eau stockée dans le gilet
La technique la plus simple utilisée est l'évaporation de l'eau contenue dans un gilet fait pour en pouvoir absorber beaucoup, de sorte à avoir une autonomie de plusieurs heures. Lorsque l'eau contenue dans le gilet s'évapore, cela dégage la chaleur latente, refroidissant ainsi le corps. Pour la randonnée, cette technique est idéale si le randonneur peut trouver de l'eau toutes les 3 à 4 heures de marche : effectivement, il peut alors recharger gratuitement son gilet, sans besoin de moyen de congélation des fluides indispensables à l'autre technique exposée plus loin. Notons que cette technique vise à reproduire ce que fait naturellement le corps humain pour se refroidir, à savoir la transpiration qui rafraîchit également le corps par dégagement de la chaleur latente lors de l'évaporation de la sueur. Mais le port d'un gilet réfrigérant est beaucoup moins fatigant, car la production de sueur est elle-même très fatigante, et se fait en quantité limitée (surtout pour les personnes très âgées qui perdent peu à peu cette faculté après de trop longues périodes d'exposition à la chaleur). Cette technologie s'apparente à la simple idée de mouiller ses vêtements, la différence étant que le gilet réfrigérant stocke plus d'eau et peut la restituer pendant une durée de quelques heures au lieu d'un quart d'heure.
Le point clef technologique est l'obtention d'un tissu spongieux absorbant l'eau, et pouvant la conserver plusieurs heures avant qu'elle ne soit complètement évaporée. Ce tissu est enfermé dans des textiles évitant que l'humidité ne s'échappe trop rapidement et provoque une sensation trop forte d'être mouillé.
Cette technique est très économique du point de vue énergétique, puisqu'elle ne vise qu'à rafraichir le corps d'un individu, et ceci moyennant un trempage du gilet dans une eau pas forcément potable toutes les trois à quatre heures.
Un inconvénient : cette technique fonctionne mal en atmosphère humide, puisque l'eau s'évapore mal ou pas du tout dans une telle atmosphère déjà plus ou moins saturée d'eau.

#### Comparaison avec le principe du réfrigérateur
Le principe du réfrigérateur est différent de celui du gilet réfrigérant par évaporation du fait qu'il récupère le fluide en circuit fermé après évaporation et le met sous haute pression pour le ré-liquéfier, puis le refroidir. C'est l'évaporation du fluide en circuit fermé qui permet de refroidir l'intérieur de la caisse du réfrigérateur, de façon identique à l'évaporation de l'eau du gilet rafraichissant le corps. La différence vient de ce que la vapeur d'eau émise par le gilet est dissipée dans l'atmosphère et n'est pas récupérée. Ceci explique qu'au bout d'un certain temps, le gilet est sec et ne fonctionne plus: il faut le tremper à nouveau dans l'eau. La récupération partielle et nocturne de l'humidité de l'air sous forme de rosée serait cependant possible, mais nettement insuffisante.

### Rafraichissement par glace stockée dans le gilet

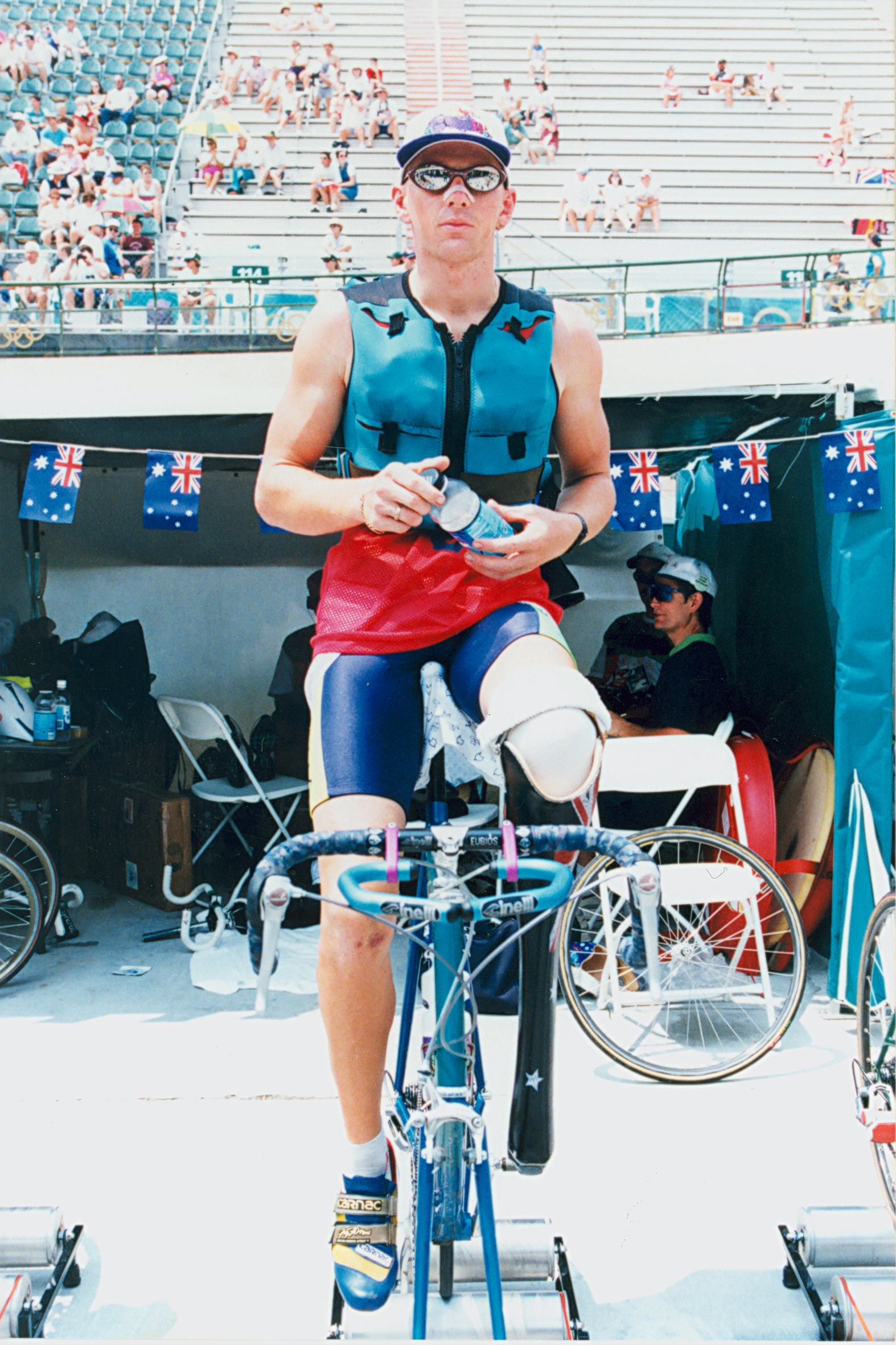
Refroidissement (d'athlète paralympique) par gilet réfrigérant

Le principe est de mettre dans le gilet un fluide à l'état solide et à température très froide (par exemple celle d'un congélateur, soit -18 °C). L'échange de chaleur a lieu alors par conduction thermique, rafraichissant le gilet et le corps, et réchauffant le fluide à l'état solide. À la suite de ces échanges de température, le fluide atteint son point de fusion et les échanges de chaleur contribuent à sa fonte. Puis les échanges de chaleur continuent jusqu'à ce que la température du gilet et du fluide aient atteint celle du corps, le gilet n'ayant alors plus d'utilité. 
Le fluide utilisé peut être tout simplement l'eau, ou alors des fluides prévus pour être contenus dans un "accumulateur de froid" tel qu'utilisé dans les glacières portatives, étudiés en particulier pour avoir un point de fusion plus élevé que l'eau (effectivement, la conduction thermique est meilleure dans la glace que dans le fluide), ou qui ont une capacité calorifique plus élevée que l'eau.
Cette technique est utilisée en cryothérapie corps entier. Elle est aussi utilisée pour rafraichir les motards, les travailleurs en fonderie, protéger les pompiers (qui comme les fondeurs utiliseront des sur-combinaisons protectrices isolantes et réfléchissantes), et accessoirement pour le sport pour lequel on pourra préférer cependant la robustesse de la technique par évaporation si on se déplace loin du réseau électrique et des congélateurs. Par contre, ce type de gilet sera préféré systématiquement en atmosphère humide, où l'évaporation n'a pas lieu.

### Textiles thermorégulateurs à changement de phase
Selon la température, des éléments de ces textile utilisent le changement de phase pour absorber ou produire de la chaleur. Ils sont destinés à fabriquer des costumes de ville, ou à participer à la fabrication de scaphandre d'astronautes (notons que des scaphandres uniquement thermique seraient beaucoup plus simples à réaliser, vu qu'ils n'auraient pas à résoudre de problème de pressurisation, ni de protection des rayonnements cosmiques).